# Siprojuris
Siprojuris is een database gewijd aan de Franse hoogleraars in de rechten uit de periode tussen 1804 en 1850.

## Omschrijving
Siprojuris bevat bibliografische informatie over de hoogleraars aan de Franse rechtsfaculteiten tussen 1804 (het jaar van de invoering van de Code Napoléon) en 1950. Men kan de database doorzoeken op naam, op onderwijsinstelling en op rechtsgebied. Per hoogleraar opgenomen in de database is er biografische informatie beschikbaar, alsook informatie aangaande diens opleiding, universitaire carrière, publicaties, familiale achtergrond enz.